# Telefonközpont
A telefonközpont olyan berendezés, amely szükség szerint összekapcsolja a telefonkészülékeket vagy más telefonközpontból érkező hívásokat is kapcsol.

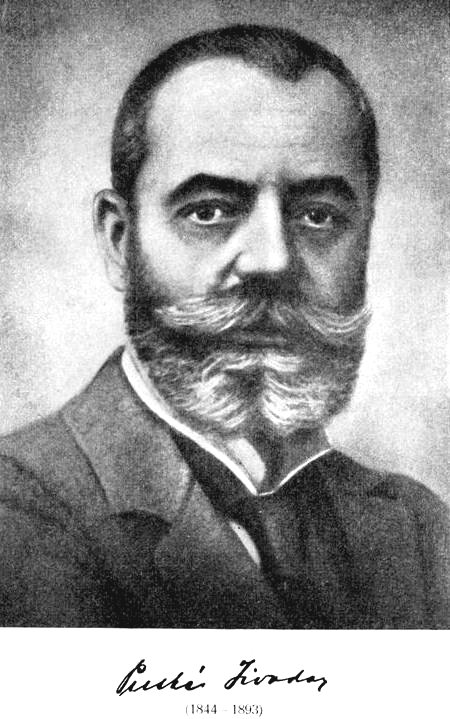
Puskás Tivadar

## Története
A távbeszélő (telefon) feltalálásakor nem volt igény a telefonközpontra. Hasonlóan működött, mint a távíró, ismerősök egymás között használtak 1-1 készüléket. Európában Puskás Tivadar szeretett volna távíróközpontot csinálni, de főleg a tőzsdések ellenálltak, mert úgy vélték, hogy a központban a hírek kiszivárognának. Puskás értesült arról, hogy Amerikában van egy új találmány, a telefon. Azonnal rájött, hogy telefonközpontot kell alkotnia. Amerikába ment, ahol látta, hogy a telefon és távíróvonalak pókhálóként szövik be a városokat. Felkereste Bellt, de őt ekkor már nem foglalkoztatta a telefon. Ezt a feladatot Edison vette át, akihez végül Puskás is csatlakozott.
Ezalatt 1877-ben E.T. Holmes szerkesztett egy berendezést, mely öt különböző bankból érkező riasztásokat érzékelt, ezen kívül szükség szerint telefonbeszélgetéseket is lehetett folytatni általa. Szerkezetét nem szabadalmaztatta és nem reklámozta, feledésbe is merült.
Edisonnál közös munka kezdődött, melynek végén Charles Scribner nevére szabadalmaztatták a telefonközpontot, de maga Edison is elismerte, hogy az ötlet Puskástól származik. Scribner később sokat fejlesztett a berendezésen. Az első telefonközpont 1878-ban New Haven-ben (Connecticut) működött. A következő évben Puskás Párizsban épített egy telefonközpontot. A találmány bevált: az előfizetői vezetékeket egy központi helyre épített telefonközpontba vezették, a szövevényes városi hálózat egy csapásra rendezett formát öltött. Mivel a vezetékek a központ közelében már párhuzamos utakon haladtak, lehetőség volt összetett kábelek (törzskábel) alkalmazására is.

## Kézi kapcsolású központok

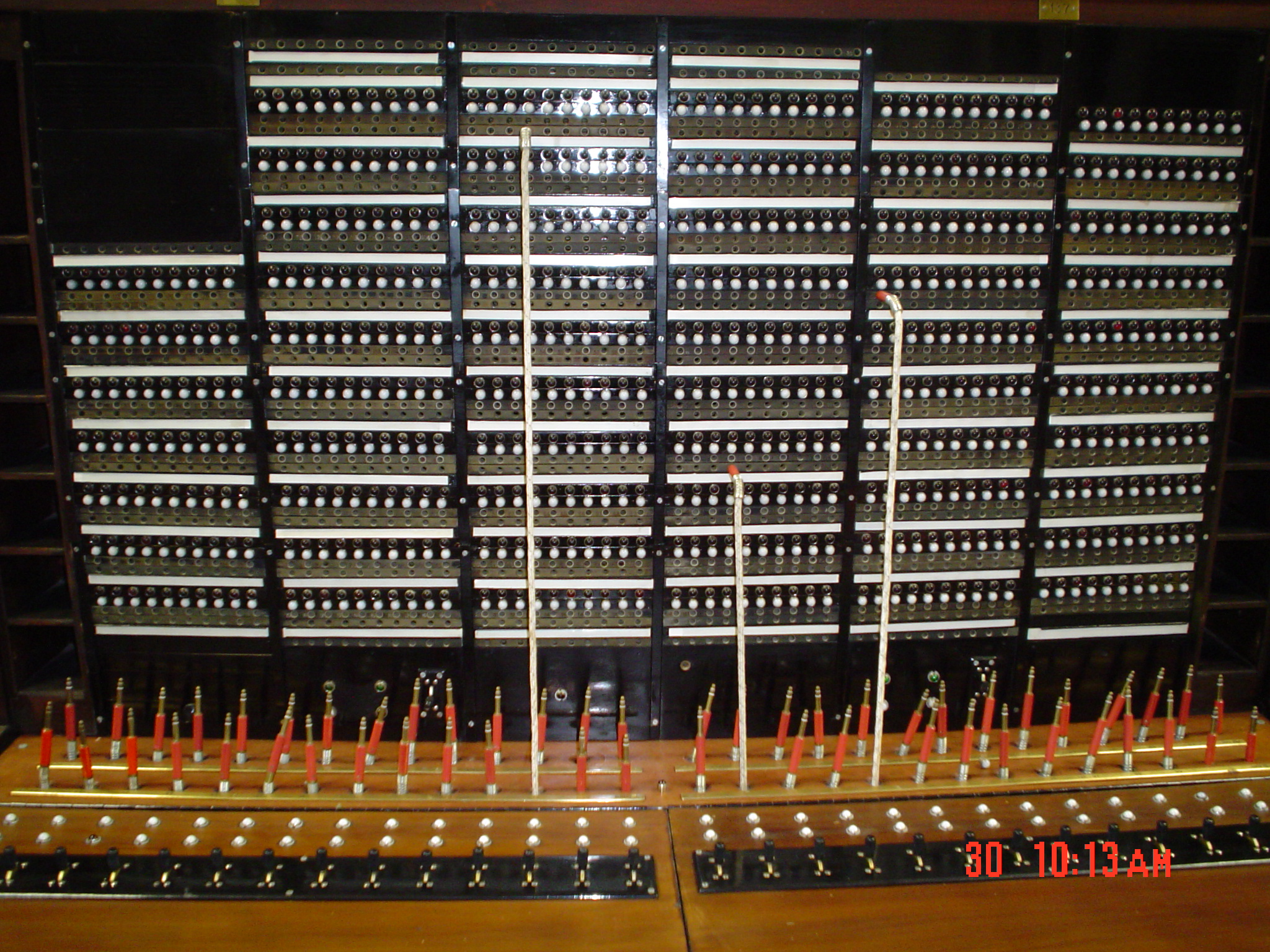
Kézikapcsolású központ, a sok fehér és piros gomb a lámpa (izzó), mindegyik alatt hüvely van. Az előtérben a zsinórok vannak, közülük 3 be van dugva 1-1 hüvelybe.

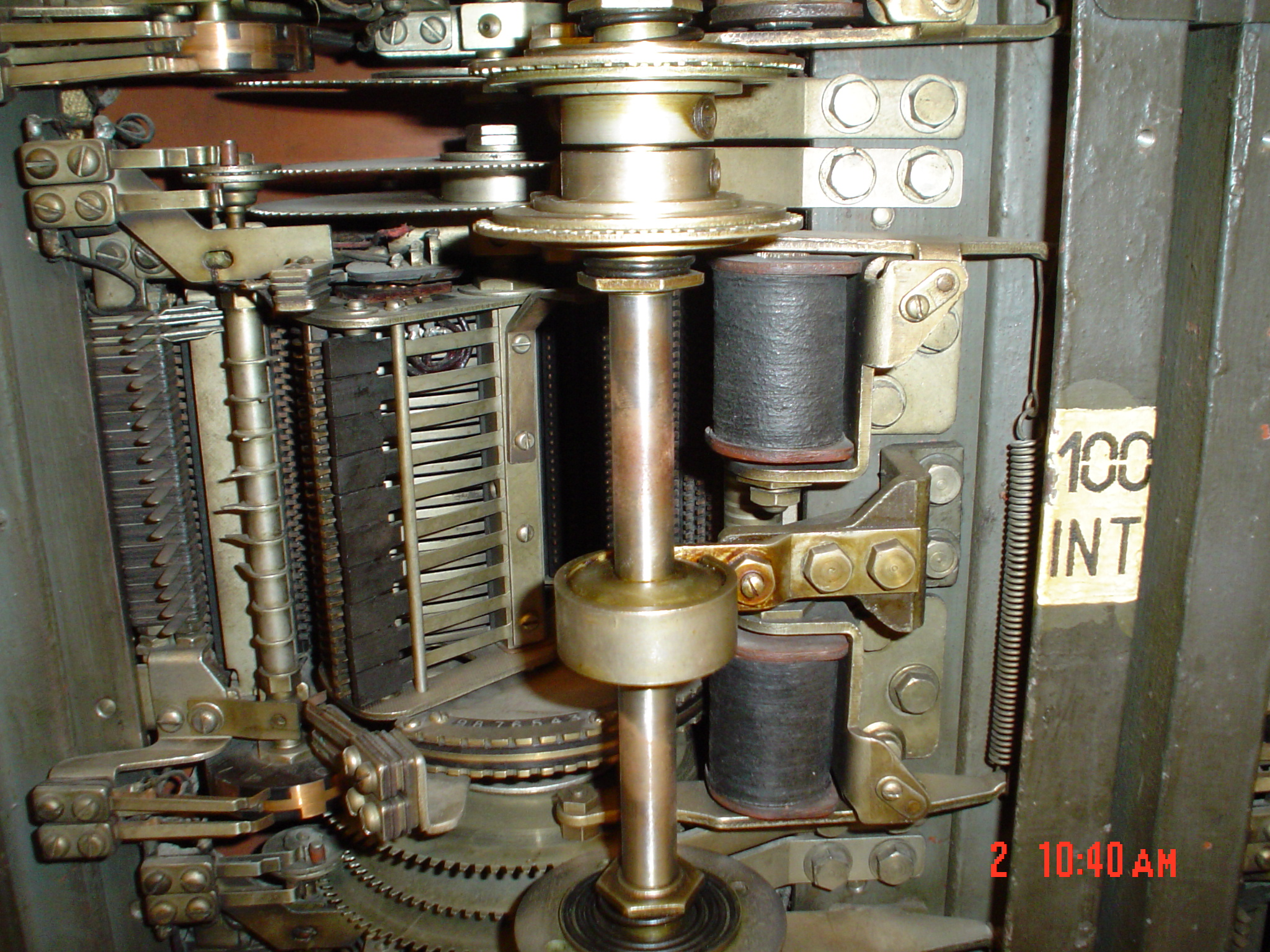
Tengellyel forgó választógép. Előtérben a függőleges tengely, jobbra a 2 fekete a mágnestekercsek. Balra egy rövid függőleges kistengely van kiálló tüskékkel. Középen a nagy forgórész a tüskés tengely által kiválasztott irányban keres. E mögött vannak takarásban félkörívben elhelyezve a kimenetek érintkezői.

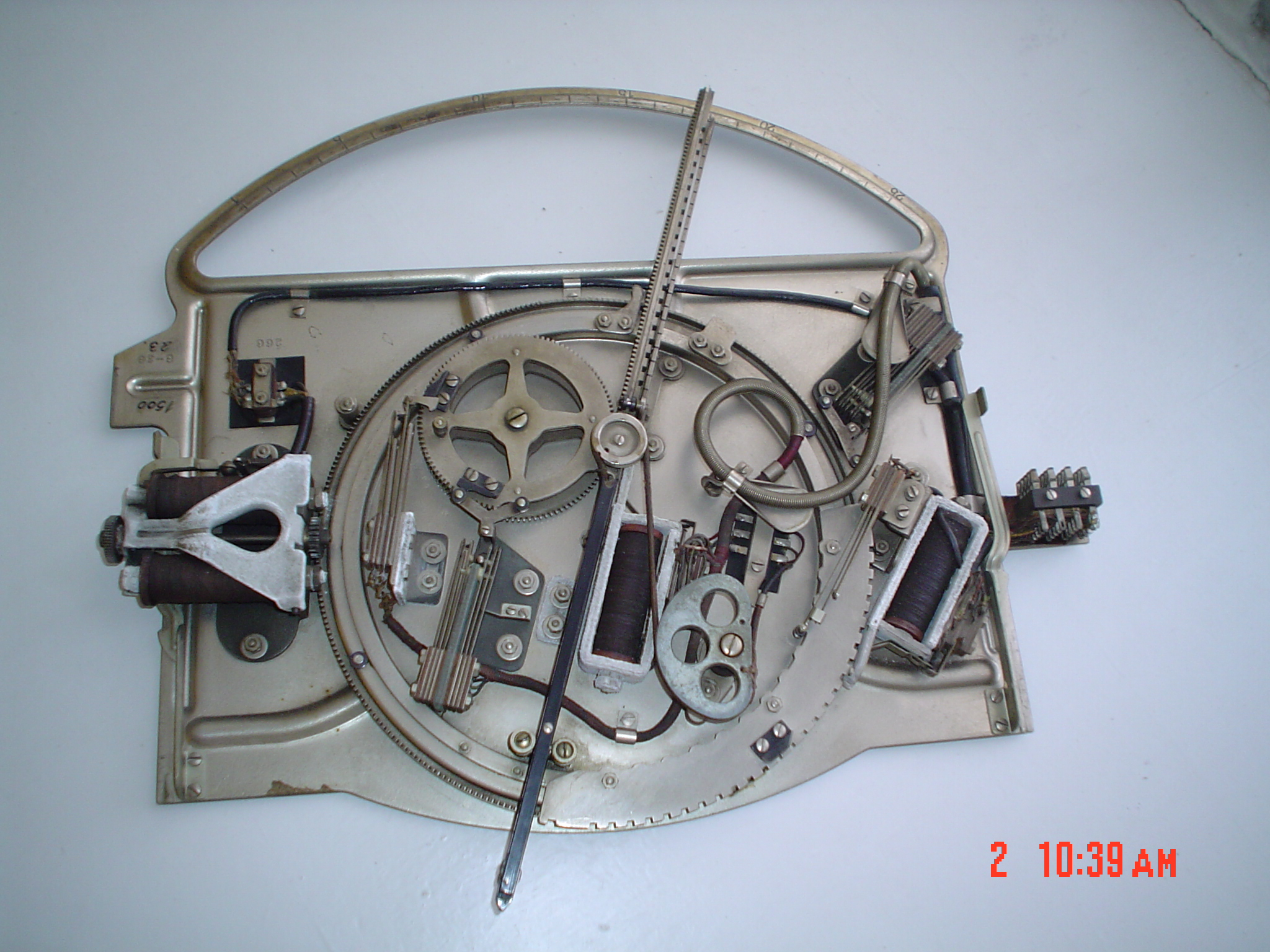
Tengelyforgással működő Ericsson gép AGF központban. A forgórész negyed körívben mozog. Szintén 2 mágnestekercse van.

Magyarországon az első telefonközpont Budapesten 1881. május 1-jétől működött Puskás Tivadar öccse, Puskás Ferenc úttörő vállalkozásában.
A távbeszélők és a központjaik nagyon hamar elterjedtek az egész világon, mert
- részben felhasználták a távírók infrastruktúráját, például a vezetékeket közösen használták
- mivel csak hangot továbbítottak (nem távírójeleket, amiket dekódolni kellett), egyszerűek voltak
- a távíróval ellentétben a távbeszélőt bárki használhatta, mivel nem kellett hozzá szakismeret (azért a használati kultúra már akkor is meghatározó volt).

Kézi kapcsolású telefonközpont

A központ egy-egy pultos faszekrényben foglalt helyet. A kezelő a híváskezdeményezést (az LB készülék induktorát a hívó megtekerte párszor) úgy vette észre, hogy a megfelelő jelfogó működése az úgynevezett esőlemezt "leejtette", azon pedig, vagy mögötte a hívó neve vagy száma vált láthatóvá. A kezelő (igen sokáig kizárólag nőket alkalmaztak) az esőlemezzel jelzett hívó félhez rendelt aljzatba egy szabad zsinórpár egyik dugaszát dugta be és bejelentkezett: elkérte a hívó adatait (azonosító név vagy szám). Ezután a zsinórpár másik végén a másik dugaszt a hívotthoz tartozó hasonló aljzatba dugta és felcsengette a hívottat, megvárta ("Tessék beszélni!") vagy nem várta meg annak jelentkezését, majd kilépett a vonalból. A beszélgetés végén legalább az egyik beszélgető fél az induktort ismét meg kellett tekerje: ekkor a zsinórhoz rendelt jelfogó ismét jelzett és a kezelő bontotta a hívást. Egy kezelő általában 200 vonal felett intézkedett, de egy időben természetesen nem lehetett 100 kapcsolat. Ha a központ teljes kapacitása nagyobb volt, egymás mellé szerelték az egyes pultokat. Ekkor a kezelő át tudott nyúlni a szomszédos pultokhoz is, így már akár 600 vonalat is kezelhetett. Ha ez is kevés volt, külön átkérő vonalakat is kiépítettek a (távolabbi) pultok, pultcsoportok között, így a hívó kezelője a megfelelő pulthoz (egy másik kezelőhöz) kapcsolta a hívást...
A 20. század a telefonközpontoknál is sok újdonságot hozott. A központi-telepes (CB) megoldású központnál jelfogó helyett már egy egyszerű izzót használtak, ami tehát fénnyel is jelezte a hívó jelentkezését. Az első világháború alatt Budapesten a Teréz központ 18 000 vonallal működött. Az akkor még Magyarországhoz tartozó nagyvárosokban is működtek nagy kapacitású központok (Pozsony, Kassa, Kolozsvár, Temesvár, Zágráb stb).

## Automata központok
A kézi kezelés fáradságos munka volt, néhány korszerűsítéssel félautomata központok is kialakultak. Ezeknél a kezelő a hívott hüvelyébe dugaszolt, majd a felcsengetés már automatikus volt.
1888-ban egy amerikai temetkezési vállalkozó, Almon Strowger bosszankodott, amikor az újság temetkezési rovatában egy ismerőse nevét olvasta. Feltételezte, hogy a család vele temettette volna el az elhunytat. Valószínű, hogy a kezelőnő félrekapcsolt vagy szándékosan egy konkurens vállalkozót kapcsolt. Úgy gondolta, a megoldás az automata központ lehetett volna. Kartonpapírból egy szerkezetet konstruált, amit telefonos szakembereknek mutatott be. Ők rábólintottak és elkészült az első használható automata központ. Ezt a világszerte használt típust Strowger-központnak nevezik. Korábban már léteztek szerkezetek, de azok vagy nem működtek üzembiztosan, vagy csak néhány vonalat tudtak kapcsolni, többet nem. Európában, Svédországban egy bizonyos Lars Magnus Ericsson (LME) is készített egy berendezést, melyből végső soron a ma is világhírű cég alakult ki.

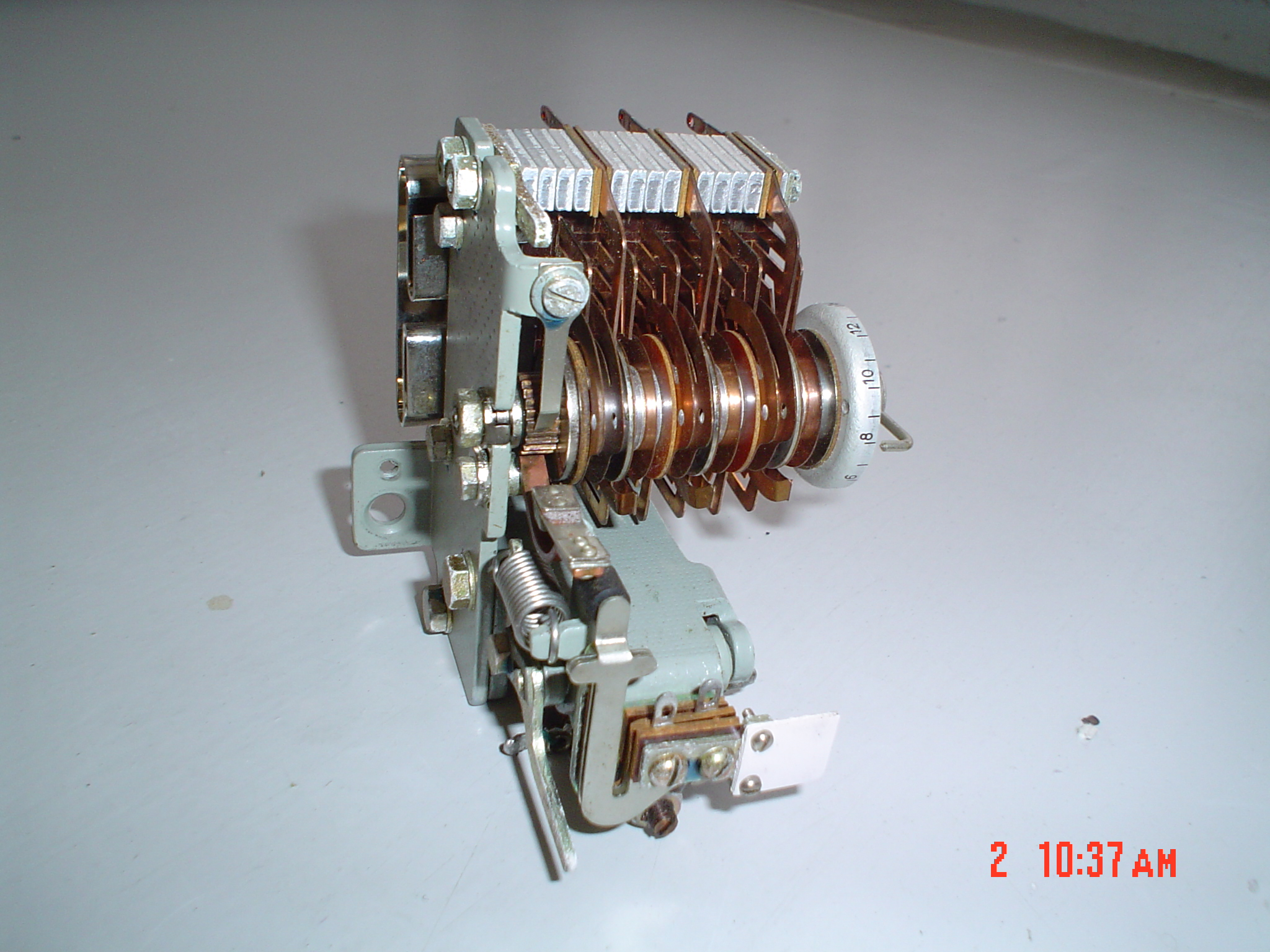
A képen látható számjegygép kizárólag impulzusokkal működtethető. Előtérben a tekercs látható, mögötte a kilincses fogaskerék. Általában a gépnek 10 kimenete van az impulzusoknak megfelelően.

A gyorsan terjedő automaták két elven működtek. Az első csoportban könnyű kis elektromágnesek léptek vagy forgó mozgást végeztek. A második csoportban bonyolultabb gépek működtek külön elektromotorokkal meghajtott tengelyek segítségével. Az elektromágnesek a gépeket kellő ideig a tengelyforgásra rákapcsolták. Az utóbbihoz tartoztak Strowger és Ericsson gépei.
Az automata központokhoz automata készülékek jártak. Kezdetben sokfélét kipróbáltak – közülük a tárcsás telefonok hódították meg a világot. Ezek a hívott kapcsolási számát impulzussorozatok formájában küldik el a központnak.

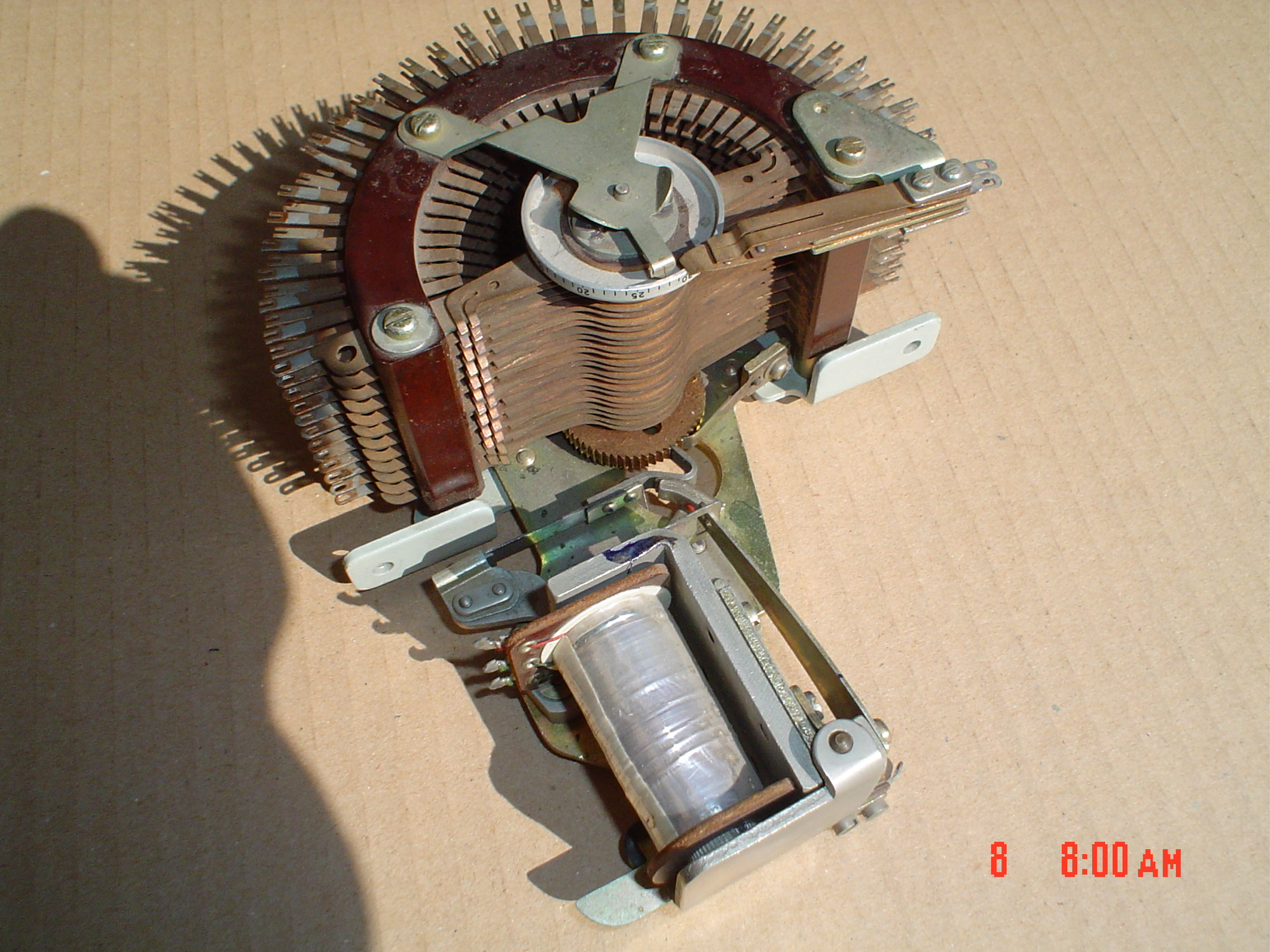
Szelektornak nevezett tengelyforgást nem igénylő gép. Előtérben az önszaggatós mágnestekercs van, fölötte a kilincses fogaskerék. A forgó egység a mágnes húzása alatt 30 kimeneti pont közül választhat.

Működés szerint az automata központok vagy közvetlen, vagy közvetett vezérlésűek. Közvetlen vezérléskor egy aktuális gép az impulzusszámnak megfelelően lép (vagy forog). Közvetett vezérléskor az impulzussorozatot a központ tárolja, esetleg logikai műveleteket hajt végre, végül a tárcsaimpulzusoktól függetlenül képes a hívottat megkeresni.
Magyarországon az első világháború miatt csak 1928-tól működtek automata – amerikai Bell (Western) típusú – központok, korábban csak kisebb vonalszámú automata alközpontok voltak. Ezen kívül működött egy Ericsson AGF központ Miskolcon 1938-tól, amit később áttelepítettek Egerbe.

## Jelfogós és elektromechanikus központok

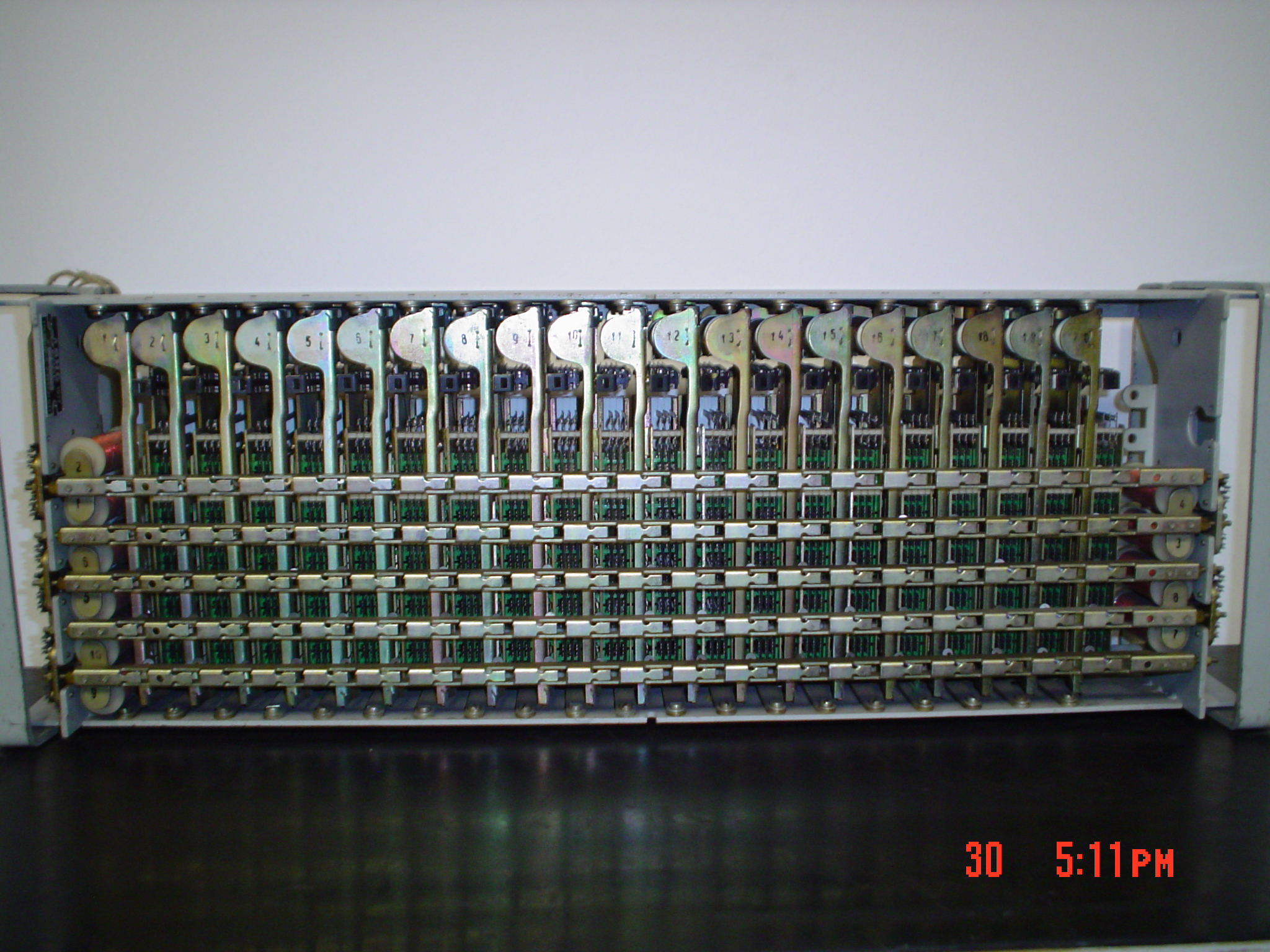
Crossbar alapgép. Felül található a 20 függőleges mágnestekercs, a vízszintes rudak száma 5, de ezek 2 irányban mozdulnak el, a széleken balra 6, jobbra 4 mágnestekercs van

Az előzőekben ismertetett központok hibája a kopás és a lassúság, hiszen forgás közben súrlódnak, kopnak, ez néhány másodperc időt is felemészt. A jelfogók érintkezői azonnal zárnak, mivel nem csúsznak-másznak, kevésbé kopnak. Az Ericsson crossbar gépe tulajdonképpen egy összetett jelfogóhálózat. A magyar fordítása keresztrudas gép, de koordináta gépnek is nevezik, ami jobban kifejezi a lényeget. Vízszintes és függőleges elemekből tetszőleges nagyságú koordináta érintkező hálózat kialakítható. Egy bizonyos vízszintes és függőleges mágnestekercs működésekor egyértelműen egy keresztpont (kapcsolási út) jön létre.

## Digitális központok

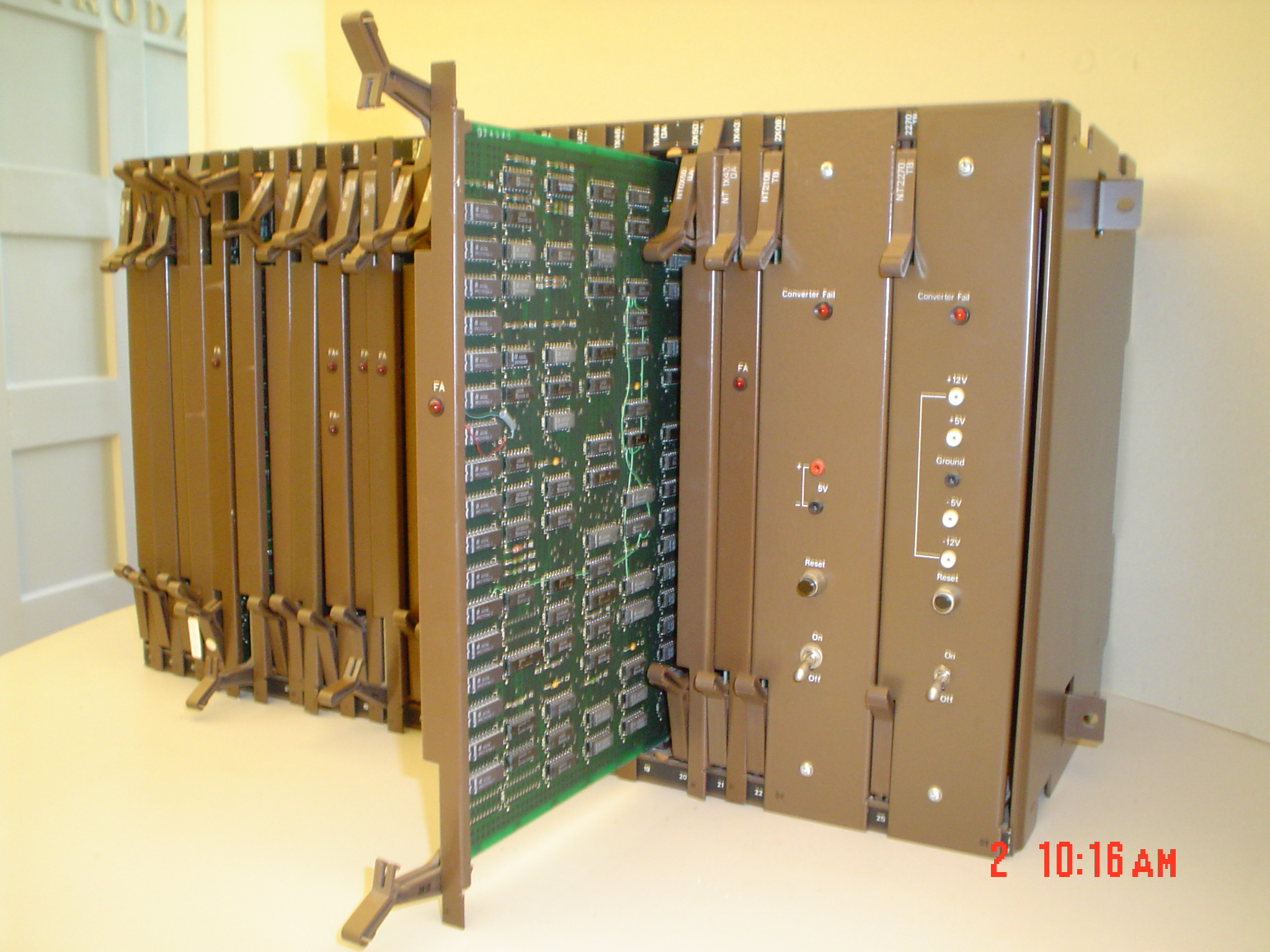
Digitális központ részegysége: nyomtatott áramköri lapon integrált áramkörök

A mai központok számítógép alkatrészekből összeállított központ, működése is hasonló a számítógépekhez. Nem küldik tovább a mikrofon által létrehozott áramingadozásokat, csak az abból vett mintákat. Az átviteli frekvenciasáv 300 Hz-től 3,4 kHz-ig terjed. 1 mp alatt 8000-szer mintát vesz a mikrofonáramból. Minden mintát digitális formában tárol. Közben van idő más beszédúttal is foglalkozni, csak az a lényeg, hogy a mintavétel ne azonos időben történjen. Egy kapcsolást úgy hajt végre, hogy 2 külön egységgel a központi agy elvégezteti a tervet. Ha a két terv egybevág, az egyik elvégzi a kapcsolást. Ha különbség van, a két részben vizsgálatot hajt végre, kiderül, hogy melyik a rossz, azt kizárja és riasztást küld a karbantartónak, a jó pedig végrehajtja a kapcsolást.
Magyarországon az Ericsson AXE-típusú és a Siemens EWSD-típusú központjai vannak, melyek egyaránt képesek a vezetékes és mobil telefonok kapcsolására.

## Központok csoportosítása
- Házi központ: a központ nincs összeköttetésben más központtal, kizárólag az oda bekapcsolt készülékek forgalmát bonyolítja le.
- Alközpont: elsősorban jogi fogalom. Egy cég belső, bejövő és kimenő (városi) forgalmát teszi lehetővé. A helyi forgalom ingyenes, a kimenő forgalmat vagy a cég, vagy az alközponti vonal felhasználója fizeti. Vonalat a beosztás függvényében ingyen lehet kapni, cégen kívüli nem kaphat vonalat.
- Főközpont: az alközpont ellentéte. A szolgáltatásért fizetni kell, vonalat pedig igényelni.
- Mellékközpont: egy településen belül egy olyan nem egyenrangú központ, amely csak besegít az ott lévő főközpont(ok)nak, működését tekintve alá van rendelve egy főközpontnak.
- Végközpont: egy település forgalmát önállóan viszi, tehát nincsenek mellékközpontok, de alközpontok lehetnek.

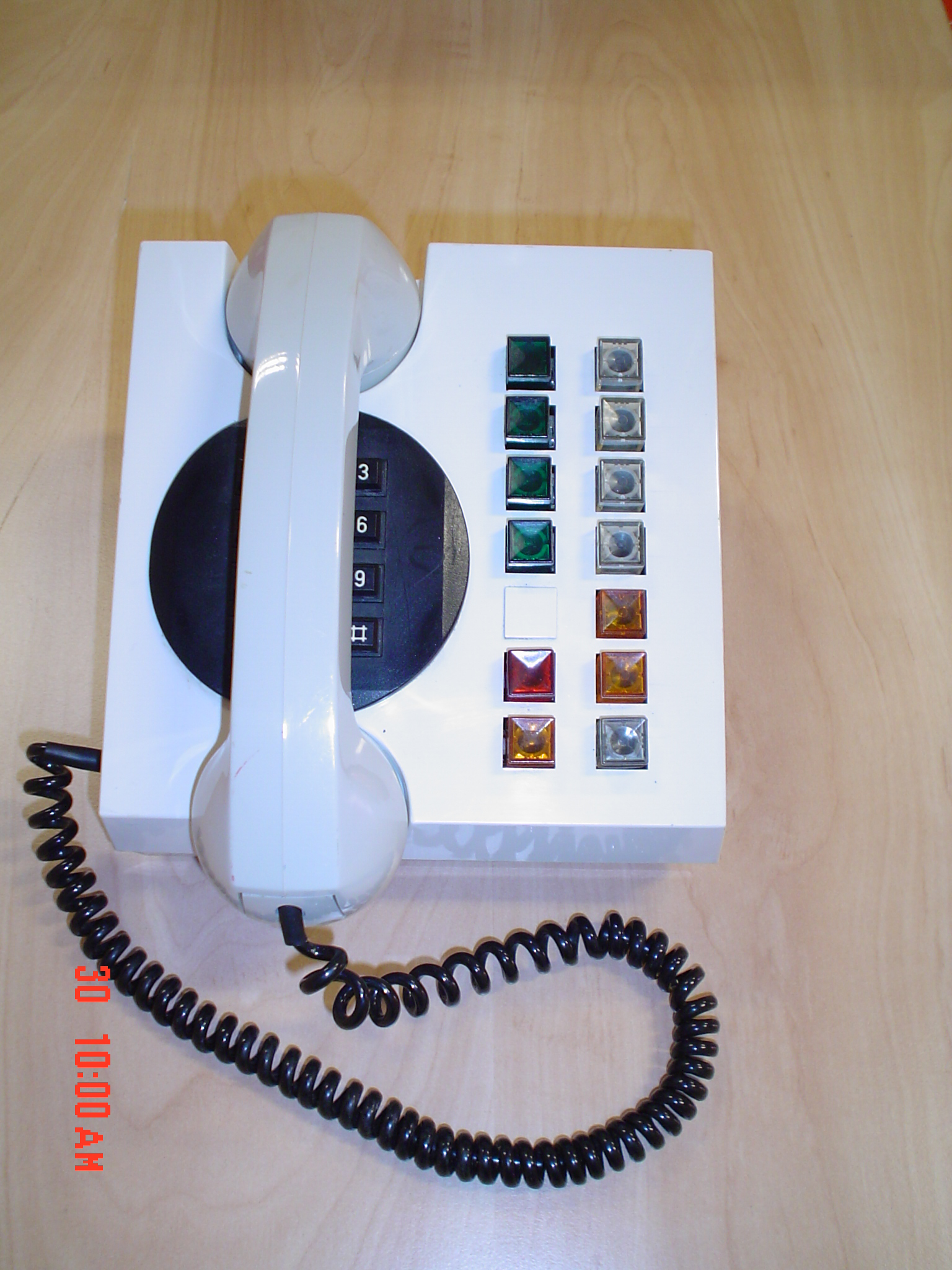
Német gyártmányú főnök-titkári berendezés

- Helyközi központ (központok központja): az idáig felsoroltak elsősorban a hozzájuk bekapcsolt készülékeket kapcsolták. Ezzel ellentétben a helyközi csak más telefonközpontból jövő hívást fogad vagy továbbít, helyi vonalai nincsenek.
- Soros-párhuzamos berendezések: kizárólag kis vonalszámú berendezések, melyek alközponti forgalmat bonyolítottak le kezelő nélkül, a kívánt kapcsolásokat a cégalkalmazottak végezték. (Ez a központféleség csak a teljes automatizálásig működött.)

## Érdekességek
Szellemes versike a Borsszem Jankó élclapban, a 19. század végi telekommunikáció kapcsán, a telefonközpontban dolgozó kapcsolószemélyzet – a telefonoskisasszony felmagasztalása. Benne számos korabeli távközlési sajátosság és szakkifejezés.
Egy m. kir. postai- és távíró szerelmi vallomása
Szőkehaju kis lány, szűm isteni szépe,
Okleveles angyal, távbeszélő Hébe:
Híved vagyok én már szárazon és vizen –
A te csengő hangod behállózta szivem.
Nem ám telefónon, hanem szemtől-szembe
Siess pillantani kopogó szivembe,
Amely Morsé-gépként kalapál szünetlen
Mióta bájodnak csodálója lettem.
Villamos-vezeték mért is nincs közöttünk
Mely – ha háborogna bár az ég fölöttünk –
Dehogy romolnék meg valami egyhamar;
Sohse volna köztünk czudar vonalzavar.
Mint Hughes-gép a te dupla működésed,
Mely egyszerre ad s vesz: olyan ölelésed.
El ne hagyjuk egymást, akármit is tesznek,
Miglen e világból csak le nem csöngetnek!